# Eisenbahnunfall von Zollikofen
| Zeitgenössische Darstellung des Eisenbahnunfalls von Zollikofen |         |                                          |                                          |
| |         |                                          |                                          |
| \| \| \| Bahnstrecke der JS aus Biel/Bienne \| \| \| \| 23,4 \| Lyss \| Lyss \| \| \| 19,9 \| Suberg \| Suberg \| \| \| 15,7 \| Schüpfen \| Schüpfen \| \| \| 10,1 \| Münchenbuchsee \| Münchenbuchsee \| \| \| \| Bahnübergang, unübersichtliche Kurve \| \| \| \| 7,598,8 \| Zollikofen Bahnstrecke der SCB aus Olten \| Zollikofen Bahnstrecke der SCB aus Olten \| \| \| \| Bahnstrecke der SCB nach Bern \| \| \| Situationsplan der Unfallstelle rot: Strecke der Jura-Simplon-Bahn (JS) hellrot: Strecke der Schweizerischen Centralbahn (SCB) \| \| \| \| |         |                                          |                                          |
| Strecke |         | Bahnstrecke der JS aus Biel/Bienne       | Bahnstrecke der JS aus Biel/Bienne       |
| Bahnhof | 23,4    | Lyss                                     | Lyss                                     |
| Bahnhof | 19,9    | Suberg                                   | Suberg                                   |
| Bahnhof | 15,7    | Schüpfen                                 | Schüpfen                                 |
| Bahnhof | 10,1    | Münchenbuchsee                           | Münchenbuchsee                           |
| Strecke von links · Bahnübergang quer · Strecke nach rechts |         | Bahnübergang, unübersichtliche Kurve     | Bahnübergang, unübersichtliche Kurve     |
| Strecke von links (außer Betrieb) · ehemaliger Kopfbahnhof Strecke bis hier außer Betrieb und quer · Abzweig ehemals quer und nach rechts · Strecke quer (außer Betrieb) · Strecke quer (außer Betrieb) | 7,598,8 | Zollikofen Bahnstrecke der SCB aus Olten | Zollikofen Bahnstrecke der SCB aus Olten |
| Strecke (außer Betrieb) |         | Bahnstrecke der SCB nach Bern            | Bahnstrecke der SCB nach Bern            |
| Situationsplan der Unfallstelle rot: Strecke der Jura-Simplon-Bahn (JS) hellrot: Strecke der Schweizerischen Centralbahn (SCB) |         |                                          |                                          |

Beim Eisenbahnunfall von Zollikofen prallte am 17. August 1891 um etwa 7.30 Uhr der Schnellzug Bern–Paris 240/2166 der Jura-Simplon-Bahn (JS) auf den vor dem geschlossenen Einfahrsignal wartenden Extrazug 2246 der JS. Durch den Aufprall wurden 14 Reisende des Extrazuges getötet, 28 schwer und 94 leicht verletzt.

## Ausgangslage
Das 700-Jahr-Jubiläum der Stadtgründung Berns lockte sehr viele Besucher in die Bundesstadt und brachte die Bahnen an ihre Kapazitätsgrenze. Der Zugverkehr auf der Strecke Biel–Bern litt bereits am Vortag und in der Nacht vom 16. auf den 17. August 1891 an Betriebsstörungen. Der Extrazug 2246 verliess Biel mit 9 Minuten Verspätung. Laut Fahrordnung musste er in Zollikofen einen Diensthalt einlegen, auf den anderen Stationen war jedoch kein Halt vorgesehen. Dementsprechend wurde die Fahrzeit auf 56 Minuten bemessen, welche der Fahrzeit des nachfolgenden Schnellzuges 240/2166 entsprach. Vor der Abfahrt des Zuges in Biel ordnete der Oberbetriebsinspektor der JS an, dass auf allen Zwischenstationen anzuhalten sei, wo Reisende zum Einsteigen warten.
Der aus Paris kommende Schnellzug 240 bestand aus fünf Personenwagen und war mit Druckluftbremsen ausgerüstet. Er wurde in Biel mit dem Extrazug 2166 aus Pruntrut vereinigt, der aus 11 handgebremsten Wagen bestand. Die Druckluftbremsen wurden ausser Dienst gesetzt und der ganze Zug mit den Handbremsen gebremst.
Durch den Halt auf drei Stationen verspätete sich der Extrazug 2246 so sehr, dass der mit einem fahrplanmässigen Abstand von 22 Minuten nachfolgende Schnellzug 240/2166 in Suberg und in Schüpfen mit einer roten Fahne angehalten wurde, bis der nachfolgende Streckenabschnitt frei war.

## Unfallhergang
In Zollikofen kurz vor Bern mündet die Linie Biel–Bern der damaligen JS in die Strecke Olten–Bern der seinerzeitigen Schweizerischen Centralbahn (SCB) ein. Der Extrazug 2246 wartete vor dem geschlossenen Einfahrsignal, bis sein Einfahrgleis frei wurde. An dieser Stelle liegt die Bahnstrecke in einer Kurve mit 600 Meter Radius, wobei die Sicht durch einen Wald verdeckt ist. Der Bremser des letzten Wagens wurde beauftragt, mit einer roten Fahne den Zug zu decken. Er entfernte sich aber nicht so weit vom Zug, dass er die gerade Strecke überblicken konnte. Er befürchtete zurückbleiben zu müssen, wenn seinem Zug die Einfahrt frei gegeben wurde. Die Wärterin öffnete nach Durchfahrt des Zuges 2246 die Barriere des Bahnübergangs wieder, um die zahlreichen Fuhrwerke durchfahren zu lassen.
In Münchenbuchsee wurde der Schnellzug 240/2166 nicht angehalten, obwohl die vorausgegangene Anfrage nach freiem Zugfolgeabschnitt von der Station Zollikofen nicht beantwortet worden war und seit der Abfahrt des Zuges 2246 in Münchenbuchsee erst 7 Minuten verstrichen waren. In der Kurve vor dem Bahnübergang sah der Führer der Vorspannlokomotive, dass die Barriere nicht geschlossen war und gab ein Achtungssignal. Die Barrierenwärterin lief dem Zug entgegen und veranlasste ihn mit auf- und abwärts bewegenden Händen zum Anhalten. Die beiden Lokomotivführer gaben noch Gegendampf, die Bremser hatten jedoch nicht mehr genug Zeit, um die Handbremsen vollständig anzuziehen, und es kam zum Zusammenstoss. Bereits kurz davor wurde das Einfahrsignal für den Extrazug 2246 geöffnet. Der Zug konnte aber wegen Überlast in der Steigung von 10 Promille nicht sofort anfahren.

## Folgen
Die drei letzten Wagen des Extrazuges 2246, ein am Schluss angehängter gedeckter Güterwagen und zwei Personenwagen, wurden zerstört. Von den in diesen Wagen befindlichen Reisenden wurden 14 getötet und 28 schwer und 94 leicht verletzt. Im gedeckten Güterwagen am Zugschluss befanden sich etwa 30 Personen, die sich unmittelbar vor dem Zusammenstoss durch die breiten Schiebetüren retten konnten. Im zweitletzten Wagen, einem Personenwagen, fanden 13 Personen den sofortigen Tod.
Beim Schnellzug 240/2166 wurde die Vorspannlokomotive schwer und ein Personenwagen leicht beschädigt. In diesem Zug beschränkten sich die Personenschäden auf die Verletzung eines Lokomotivführers und eines Zugbegleiters.

## Unfallursache
Die unmittelbare Unfallursache ist im Verschulden einzelner Betriebsorgane zu finden:
- Gemäss einem Dienstbefehl der JS wurde die Druckluftbremse der aus Paris kommenden Schnellzugswagen ausser Betrieb gesetzt. Obschon auf dem Zug genügend Bremser vorhanden waren, kam die Wirkung der Handbremsen zu spät, um den Zusammenstoss zu verhindern.
- Die Aufenthalte auf drei Zwischenstationen auf Anweisung des Oberbetriebsinspektors vergrösserten die bereits bestehende Verspätung des Extrazuges 2246.
- Durch Überlast verlängerte sich die Fahrzeit des Extrazuges zusätzlich. Die zulässige Anhängelast der Lokomotive betrug auf der Strecke Biel–Lyss 170 Tonnen und auf dem Abschnitt Lyss–Bern 145 Tonnen. Die Anhängelast betrug jedoch 231 Tonnen.
- Der Stationsbeamte in Münchenbuchsee erlaubte dem Schnellzug die Fahrt in einen belegten Zugfolgeabschnitt.
- Der Schlussbremser deckte den vor dem Einfahrsignal Zollikofen stehenden Extrazug unzureichend.

Indirekt kann der Unfall auch auf die starke Verkehrszunahme durch die Festlichkeiten in Bern zurückgeführt werden. In der Presse wurde die Betriebsorganisation durch die führenden Stellen der Jura-Simplon-Bahn kritisiert.
Das Post- und Eisenbahndepartement schlug mehrere Verbesserungen vor, um zukünftig solche Unfälle zu vermeiden:
- Einrichten von Streckenblocks
- Verbesserungen in Zugmeldeverfahren
- Vermehrte Einführung der Druckluftbremse

## Informationspolitik
Nachdem beim Eisenbahnunfall von Münchenstein das Fehlen einer amtlichen Berichterstattung beanstandet worden waren, gab das Eisenbahndepartement nach dem Unfall von Zollikofen eine offizielle Mitteilung heraus. Auch die Jura-Simplon-Bahn verfasste ein Communiqué und hängte es im Journalistenzimmer des Bundeshauses an ein Anschlagbrett, an welchem in der Regel nur amtliche Mitteilungen bekannt gegeben werden.